# Харлан (окръг, Кентъки)
Вижте пояснителната страница за други значения на Харлан.
Окръг Харлан (на английски: Harlan County) е окръг в щата Кентъки, Съединени американски щати. Площта му е 1212 km², а населението – 33 202 души (2000). Административен център е град Харлан.